# Syringogaster brunnea
Syringogaster brunnea är en tvåvingeart som beskrevs av Cresson 1912. Syringogaster brunnea ingår i släktet Syringogaster och familjen Syringogastridae. Inga underarter finns listade i Catalogue of Life.